# Gontzal Suances Begería
Gontzal Suances (Getxo, 3 d'agost de 1972) és un exfutbolista i entrenador de futbol basc.

## Trajectòria
Format al planter de l'Athletic Club, va pujant pels diferents equips fins a arribar a l'Athletic B, de Segona Divisió. Ací, les seues bones actuacions (9 gols la temporada 92/93 i 10 la temporada 93/94), possibiliten el seu debut amb el primer equip, a principis de la temporada 94/95.
Eixa campanya, Suances no va comptar massa però té una bona mitjana de tres gols en 14 partits, molts d'ells partint de la suplència. Juga també la copa de la UEFA, tot marcant un gol al Newcastle al seu estadi. Però, no té continuïtat i la temporada 95/96 marxa al Racing de Santander, on encara hi disposa de menys oportunitats. És cedit al CD Toledo la temporada 96/97, i de nou al Racing, està pràcticament en blanc dues campanyes.
L'estiu de 1998 deixa Santander i passa al CD Ourense. La següent la disputarà amb la SD Eibar. El 2000 comença una trajectòria per equips de Segona B i Tercera que el durà pel CF Gandia (2000), el Barakaldo (00/02) i el Bermeo (02/03) on es retirarà per les lesions.
Després de penjar les botes, ha continuat lligat al món del futbol. Ha dirigit els equips base del Getxo, el Zalla i les categories inferiors de l'Athletic Club.